# Terranjou
Terranjou ist eine französische Gemeinde mit 3.885 Einwohnern (Stand: 1. Januar 2022) im Département Maine-et-Loire in der Region Pays de la Loire. Sie gehört zum Arrondissement Angers und zum Kanton Chemillé-en-Anjou. 
Terranjou wurde zum 1. Januar 2017 als Commune nouvelle aus den Gemeinden Chavagnes, Notre-Dame-d’Allençon und Martigné-Briand gebildet. Der Verwaltungssitz befindet sich in Chavagnes.

## Geographie
Terranjou liegt etwa 23 Kilometer südsüdöstlich vom Stadtzentrum von Angers. Umgeben wird Terranjou von den Nachbargemeinden Brissac Loire Aubance im Norden und Nordosten, Doué-en-Anjou im Osten und Südosten, Lys-Haut-Layon im Süden, Aubigné-sur-Layon im Südwesten sowie Bellevigne-en-Layon im Westen.

## Gliederung
| Ortsteil                    | ehemaliger INSEE-Code | Fläche (km²) | Einwohnerzahl (2022) |
| --------------------------- | --------------------- | ------------ | -------------------- |
| Chavagnes (Verwaltungssitz) | 49086                 | 16,21        | 1.264                |
| Martigné-Briand             | 49191                 | 27,21        | 1.873                |
| Notre-Dame-d’Allençon       | 49227                 | 13,63        | .0748                |

## Sehenswürdigkeiten

### Chavagnes
- Kirche Saint-Germain aus dem 14. Jahrhundert, Monument historique seit 2006
- Mühle

### Martigné-Briand
- Kirche Saint-Simplicien aus dem 12. Jahrhundert
- Kapelle Saint-Martin aus dem 16. Jahrhundert
- Kapelle Saint-Lien aus dem 16. Jahrhundert
- Kapelle Saint-Arnoult in Sousigné aus dem 14. Jahrhundert, Umbauten aus dem 18. Jahrhundert, seit 1965 Monument historique
- Benediktinerkloster Notre-Dame-de-Compassion
- Schloss Noyers aus dem 15./16. Jahrhundert, seit 1996 Monument historique
- Schloss Villeneuve aus dem 14./15. Jahrhundert, seit 1992 Monument historique
- Reste der Burg von 1503, seit 1926 Monument historique
- Kalkofen
- zahlreiche Mühlen

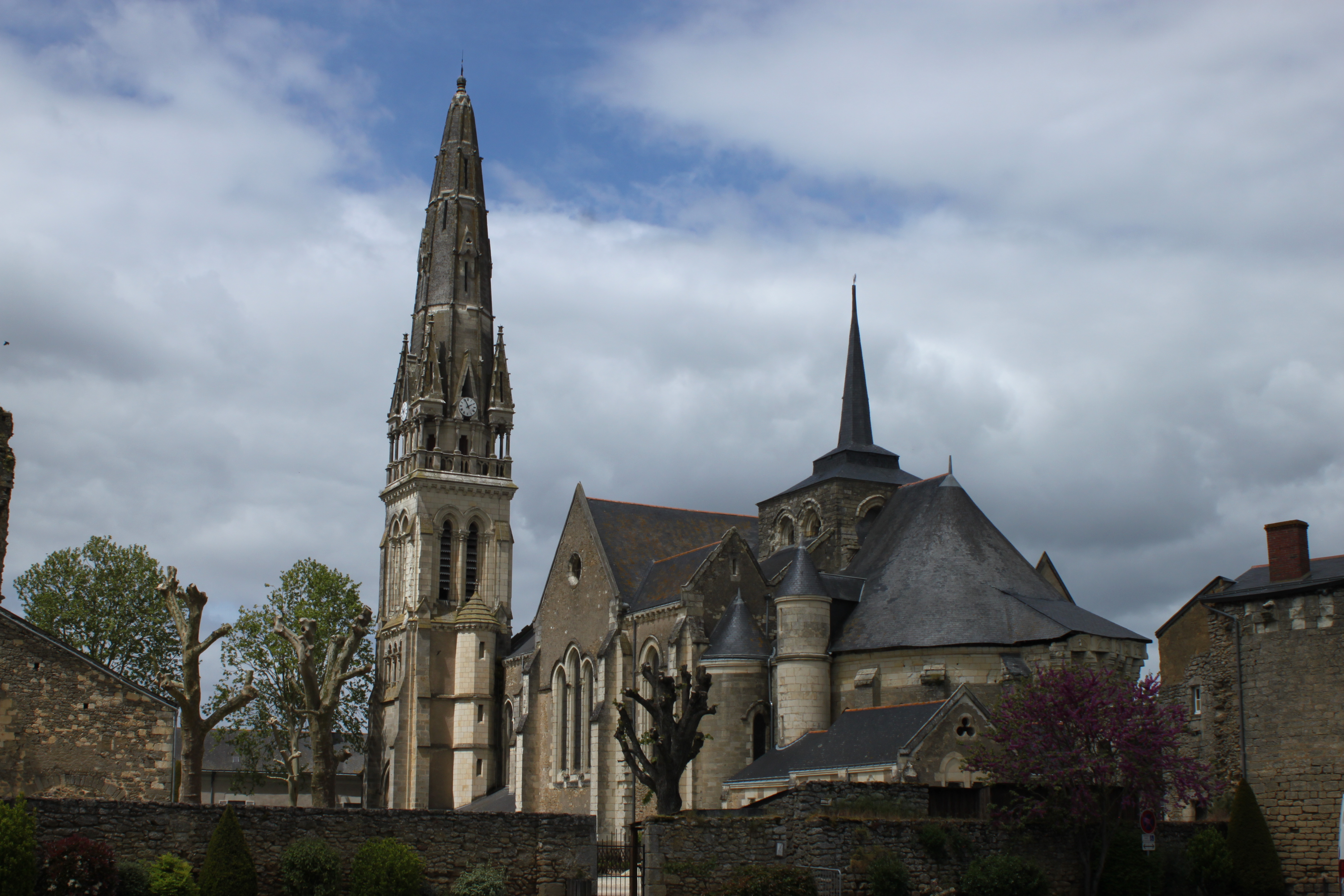
Kirche Saint-Simplicien in Martigné-Briand
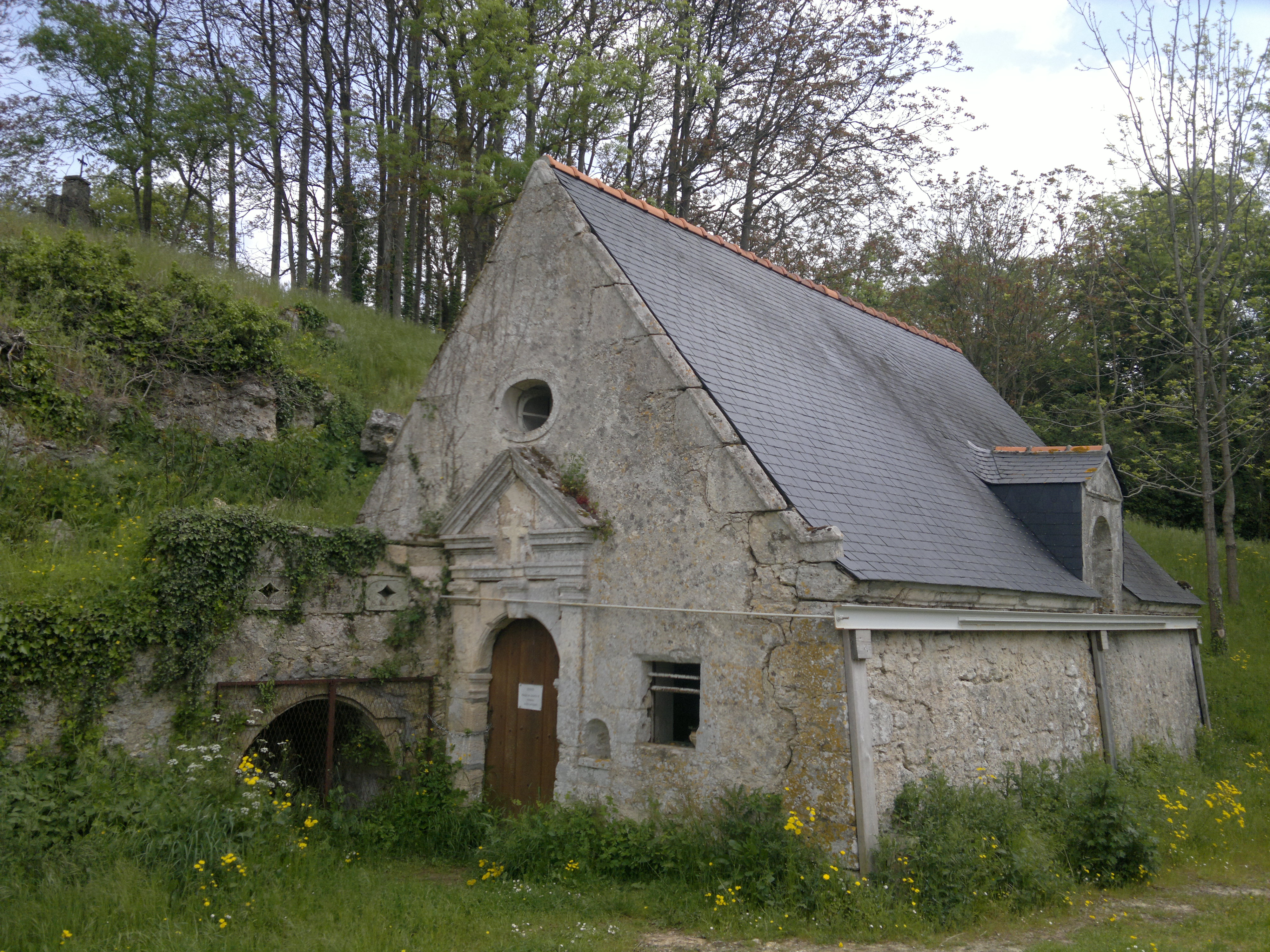
Kapelle Saint-Martin in Martigné-Briand
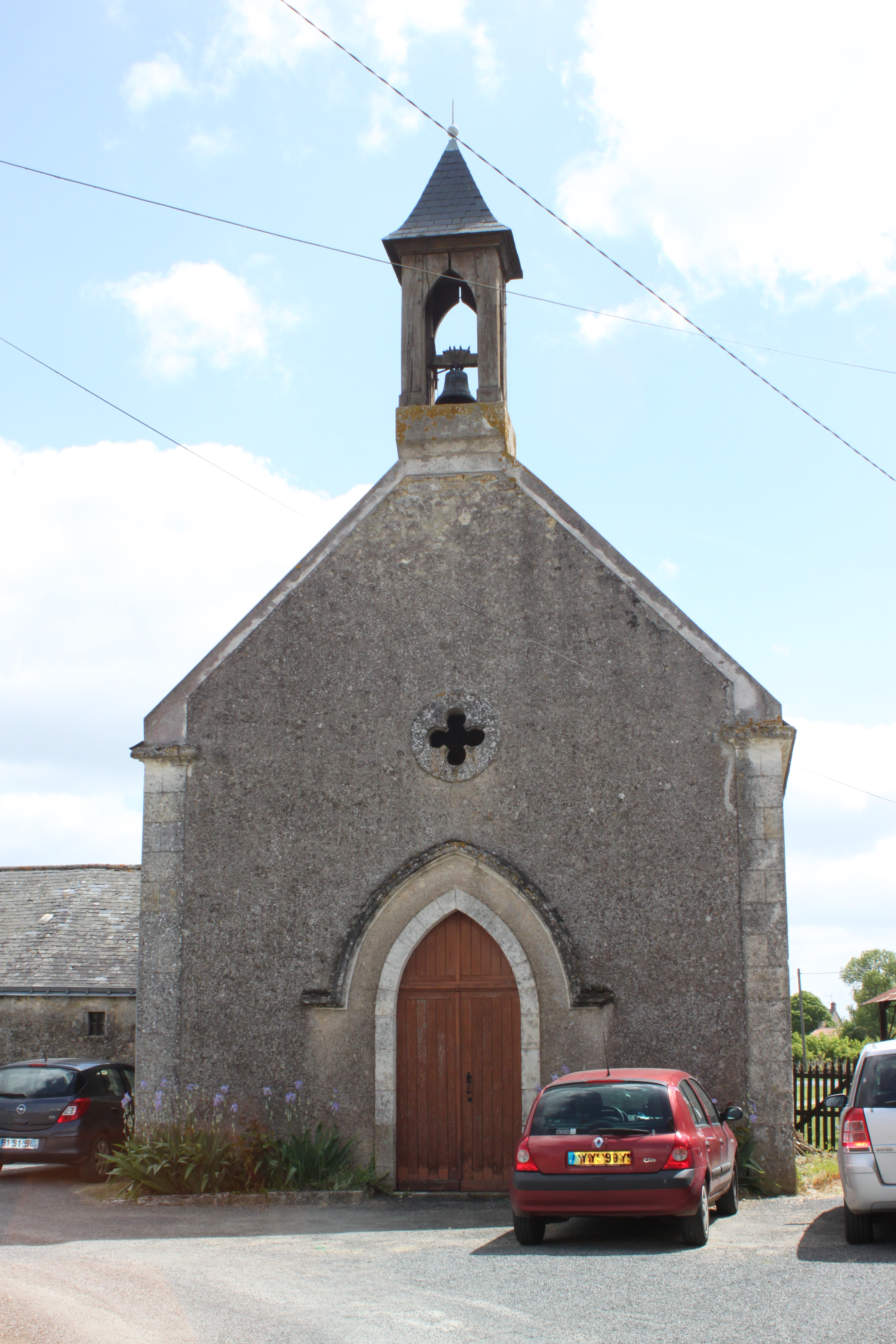
Kapelle Saint-Lien in Martigné-Briand
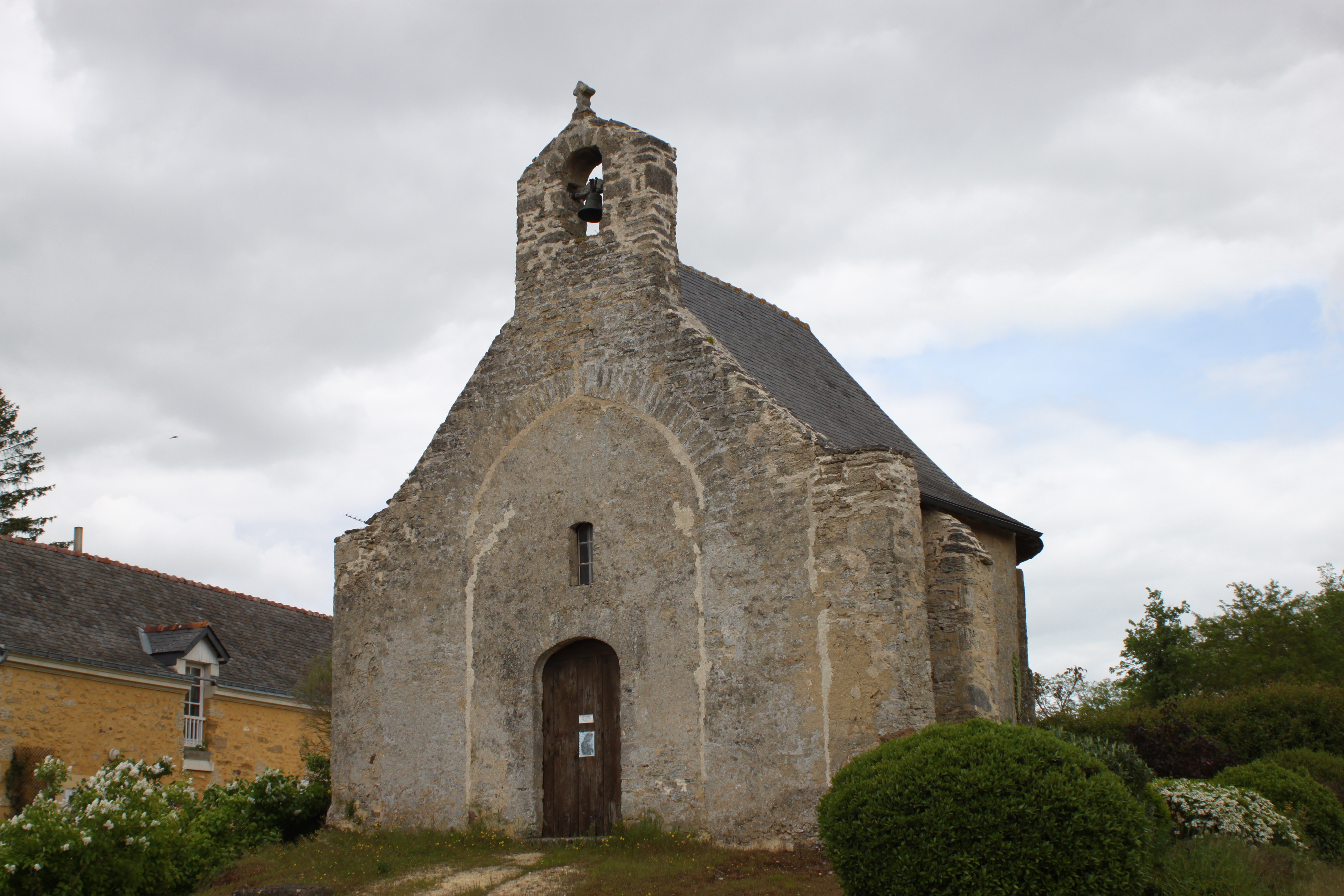
Kapelle Saint-Arnoult in Martigné-Briand
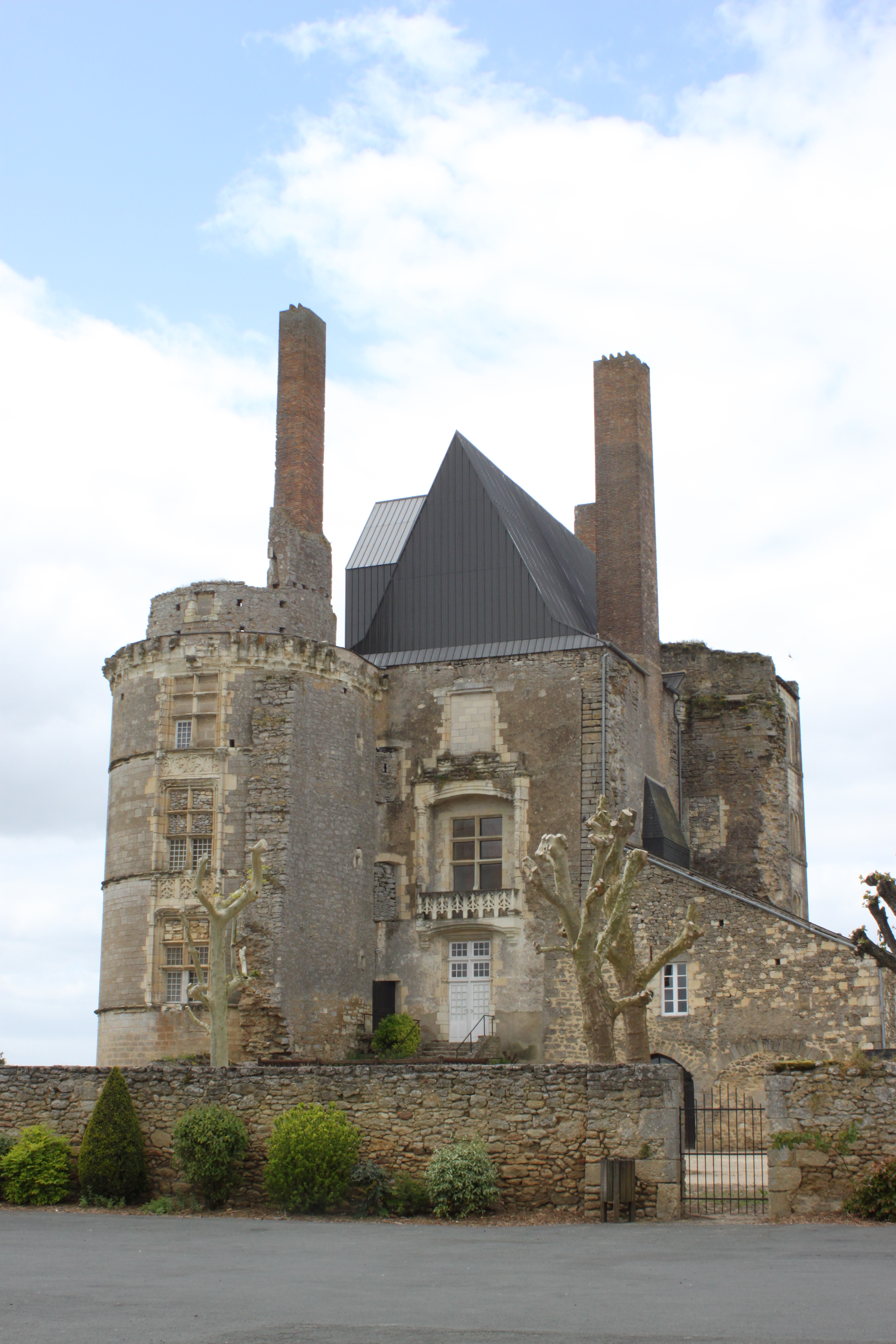
Schloss Briant in Martigné-Briand
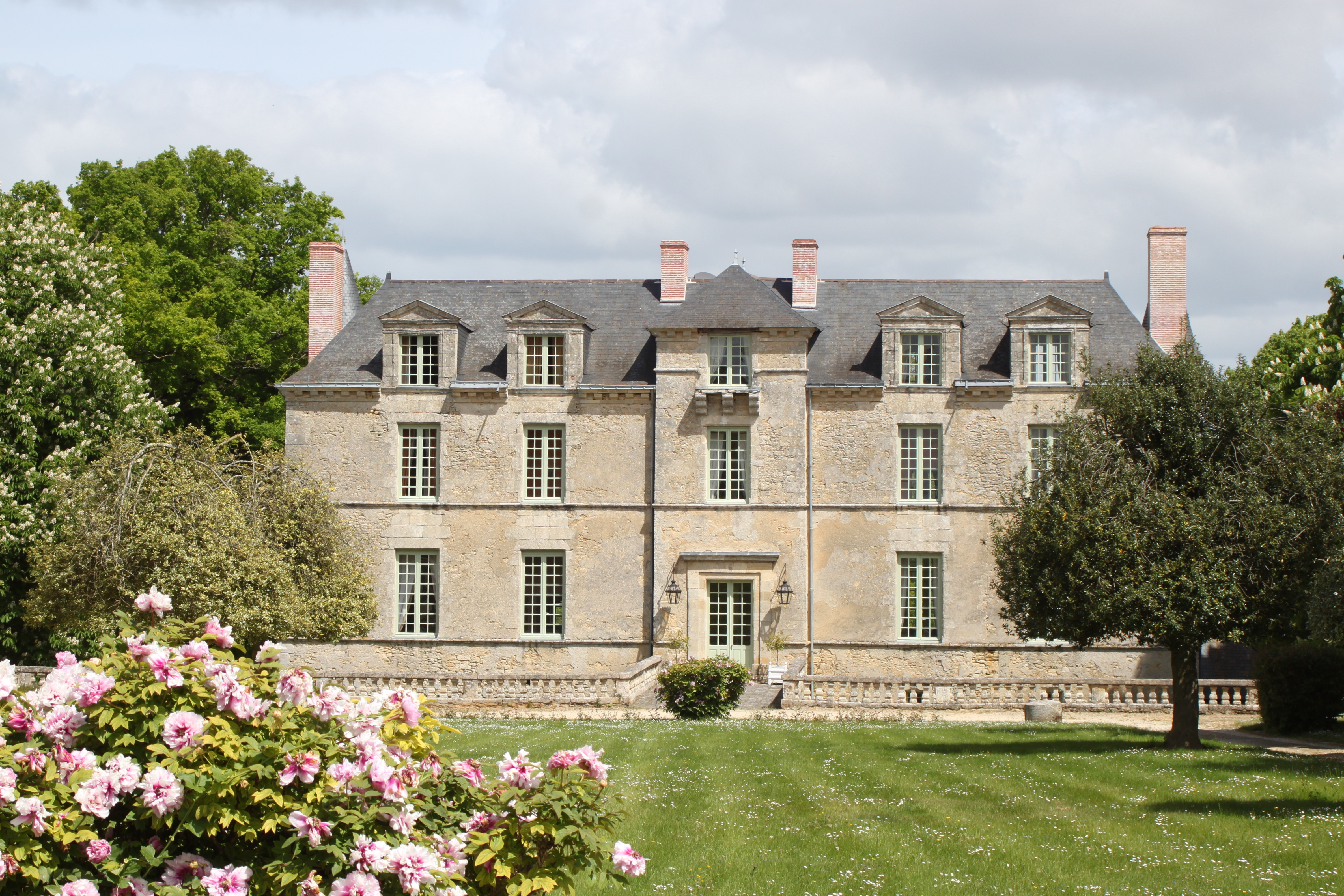
Schloss Noyers in Martigné-Briand

### Notre-Dame-d’Allençon
- Kirche Notre-Dame

## Persönlichkeiten
- Jean-François Merlet (1761–1830), Politiker und Jurist
- André Rogerie (1921–2014), General, Kämpfer der Resistance (Überlebender von Auschwitz)